# Xintiandi

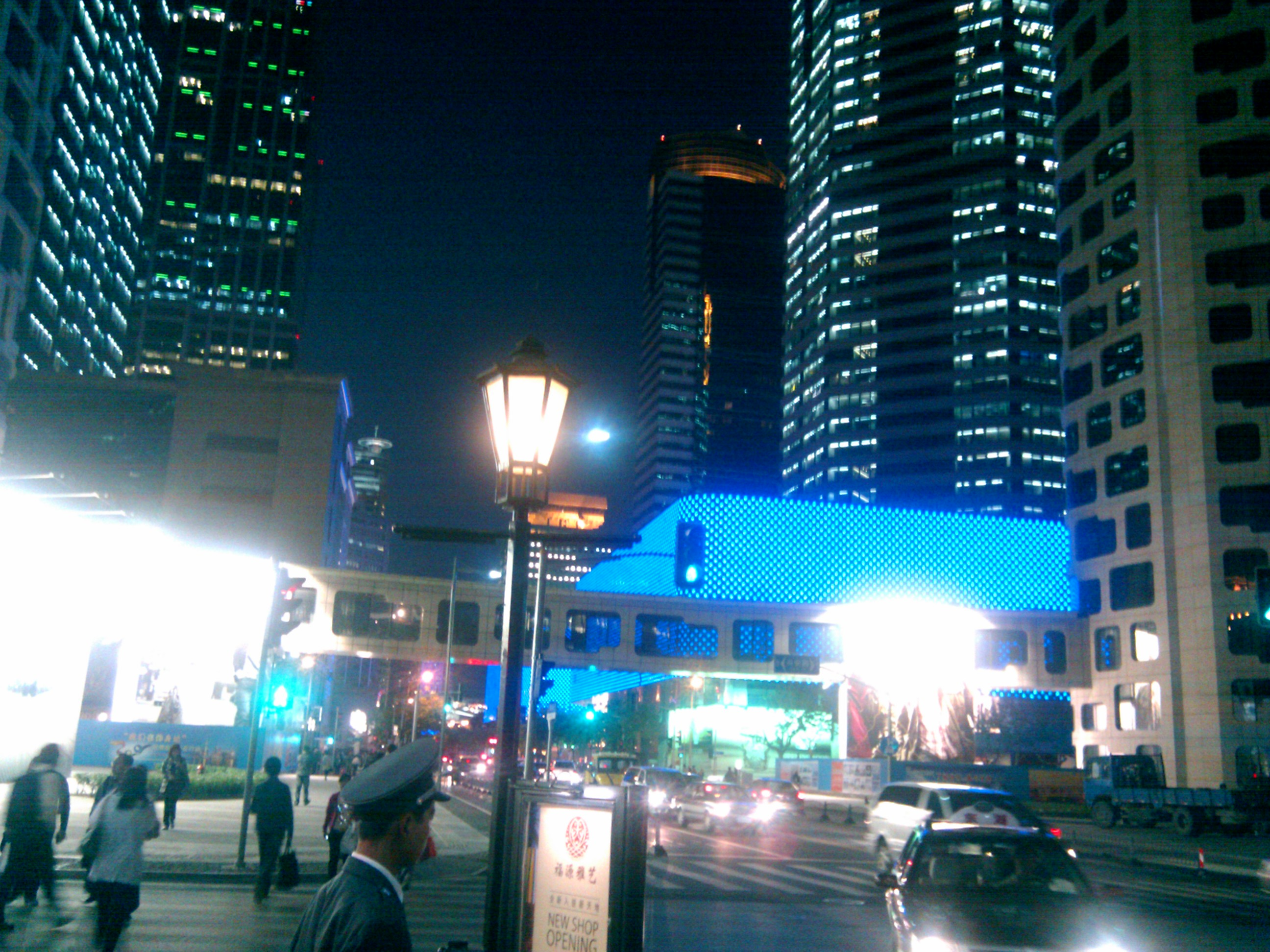

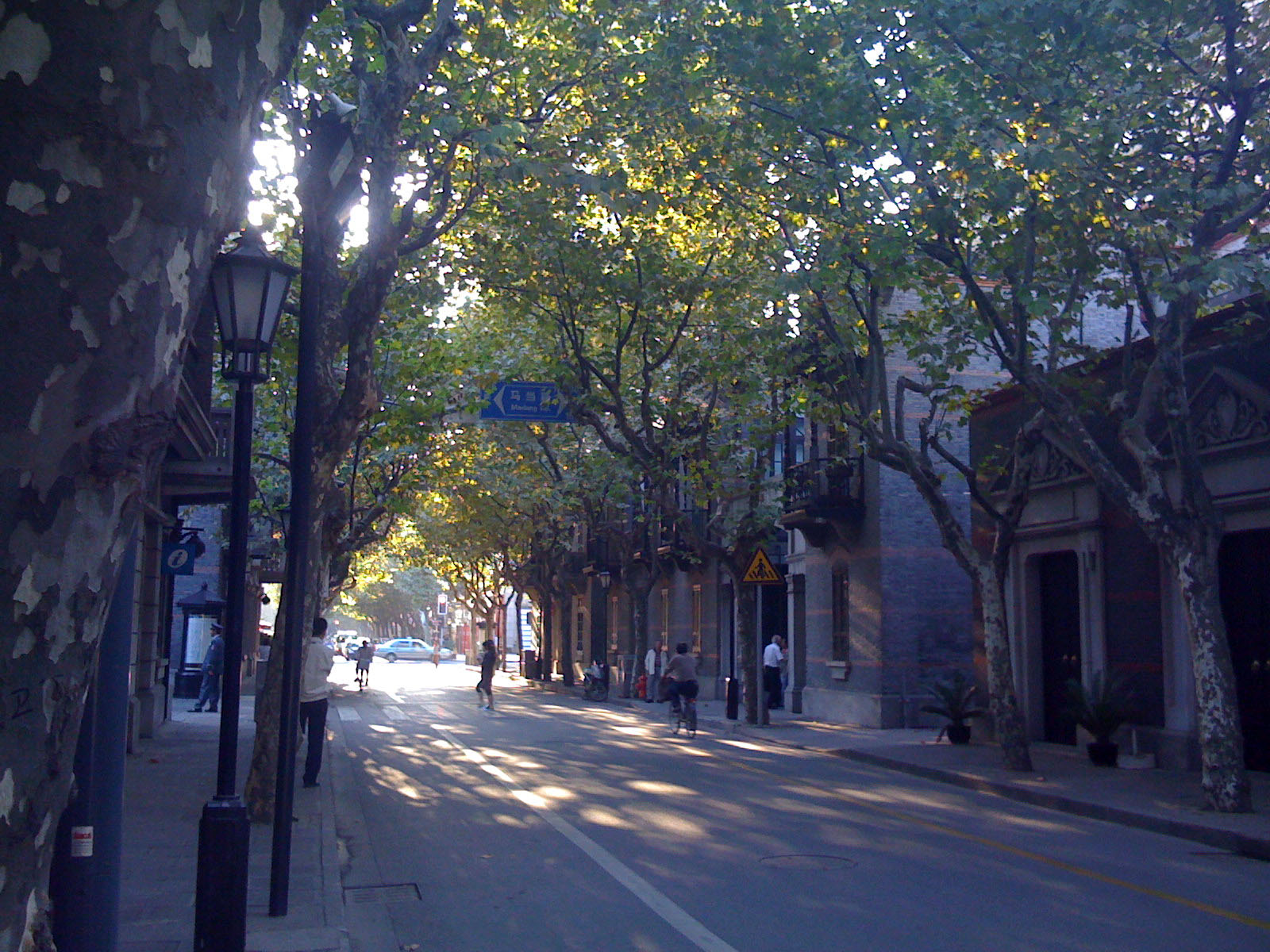

Xintiandi (chinesisch 新天地, Pinyin Xīntiāndì, Shanghai-Dialekt: Shintidi, wörtlich: „Neuer Himmel und (neue) Erde“, sinngemäß: „Neue Welt“) ist ein modernes autofreies Shopping- und Ausgehviertel in den Straßen Xingye Road, South Huangpi Road und Madang Road im Distrikt Huangpu in Shanghai.

## Historisches Viertel
Das Viertel besteht aus einem Teil rekonstruierter traditioneller Steinhäuser (石库门,  Shíkùmén) aus der Mitte des 19. Jahrhunderts und engen Gassen.
In einem der Steinhäuser fand im Juli 1921 der erste Nationale Kongress der Kommunistischen Partei Chinas statt, in dem sich heutzutage das dazugehörige „Museum des Ersten Nationalen Kongresses der Kommunistischen Partei Chinas“ befindet. In der Nähe befindet sich ebenfalls das Shikumen Open House Museum und der Ort, an dem sich die „Provisorische Regierung der Republik Korea“ befand, als Korea eine japanische Kolonie war.
Heutzutage ist Xintiandi ein beliebtes Ausgehviertel, in dessen Steinhäusern sich Bücherhandlungen, Cafés, Restaurants und Shopping Malls befinden. Xintiandi hat sowohl an Wochentagen als auch an Wochenenden ein sehr aktives Nachtleben.

## Modernes Viertel
Hinter dem traditionellen Teil von Xintiandi setzt sich in nördlicher Richtung ein neuer Teil der Nachbarschaft fort. Über der Station South Huangpi Road wurde eine neue Shoppingmall gebaut, die ebenfalls zu Xintiandi gehört.

## Anfahrt

### Shanghai Metro
Die nächstgelegenen Metro-Stationen der Shanghai Metro sind Xintiandi (mit der Linie 10) und South Huangpi Road (mit der Linie 1).